# Georgshütte (Boffzen)
Die Georgshütte war eine Glashütte in Boffzen in Niedersachsen, die 1872 als Hohl- und Pressglasfabrik mit Dampfschleiferei gegründet wurde und 1989 den Betrieb einstellte.

## Gründung

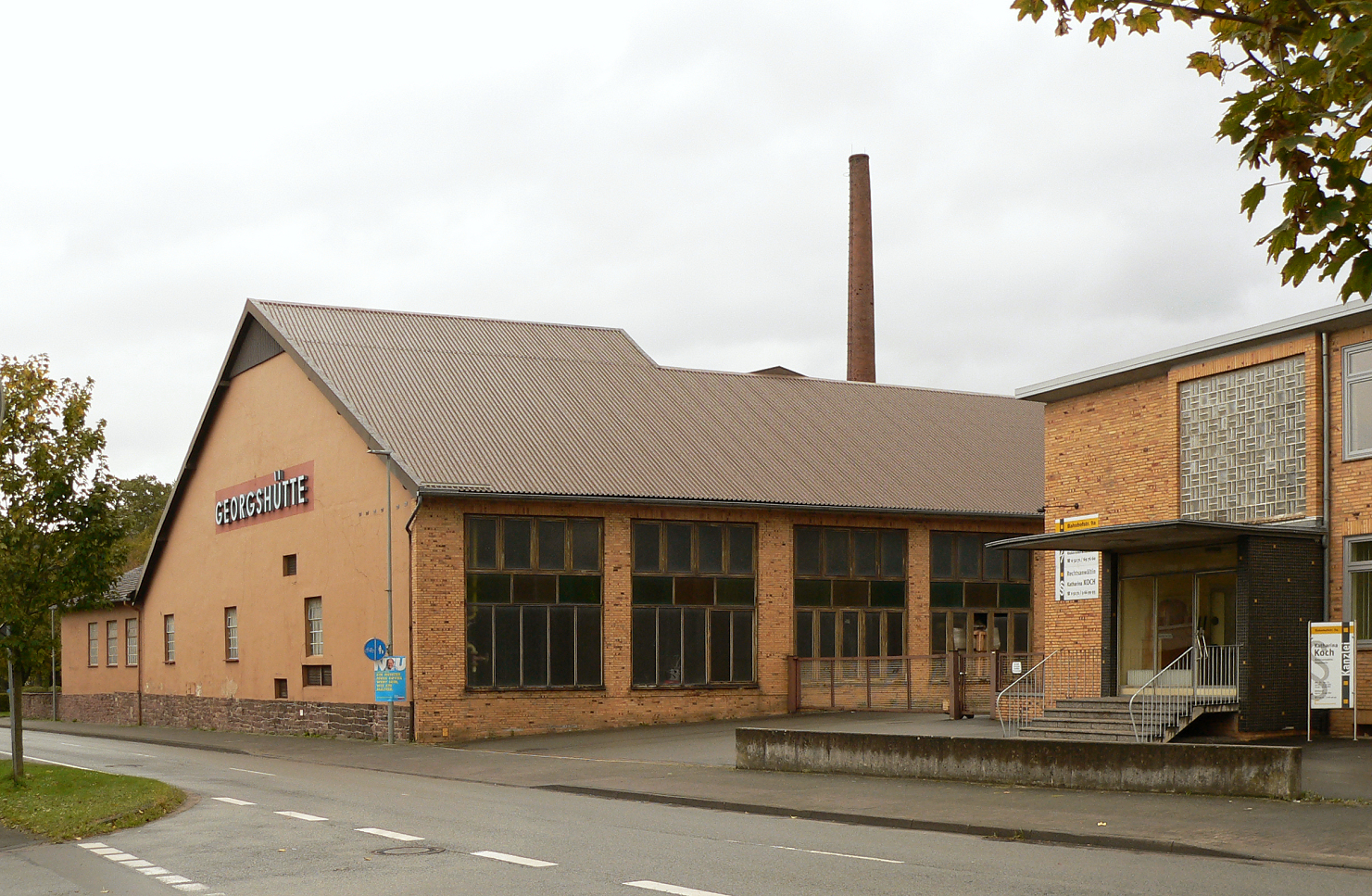
Straßenseite der Georgshütte (2017)

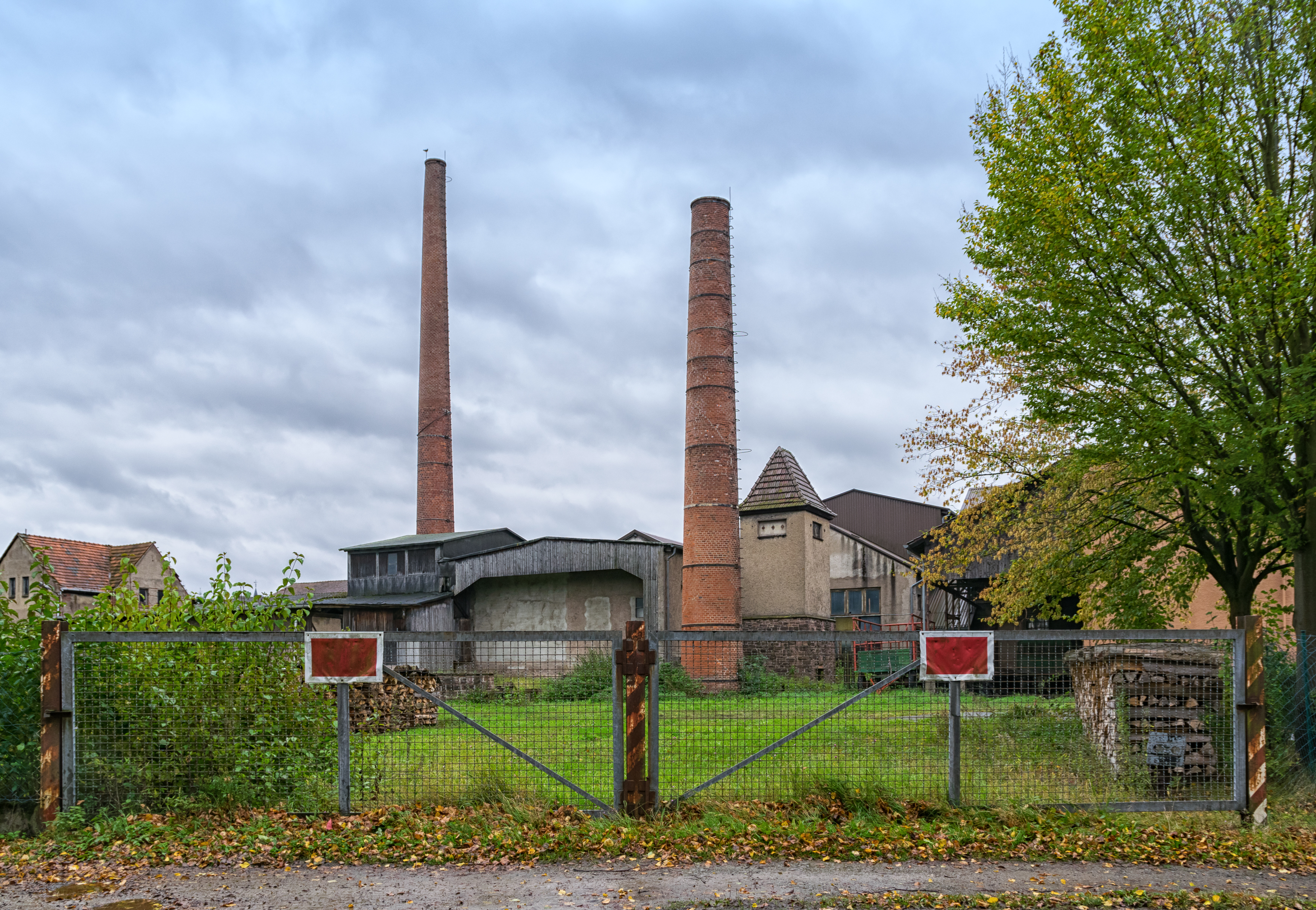
Gelände der Georgshütte, Tor des ehemaligen Industrieanschlusses der Verbindungsbahn Holzminden–Scherfede, 2017

Der Gründer der Georgshütte war Ludwig Wilhelm Becker, ein Angehöriger der Glasmacherfamilie Becker. Mitglieder der Familie waren seit Anfang des 15. Jahrhunderts in der Glasproduktion tätig und werden im Spessartbrief als ältester Glasmacherordnung 1406 erwähnt. Im 15. und 16. Jahrhundert ist der Name bei Glasmachern im Bereich des Kaufunger Waldes nachweisbar. Der Vater von Ludwig Wilhelm Becker, Georg Norbert Becker, errichtete 1850 die Glashütte Becker in Neuhaus im Solling als Tafelglashütte und 1856 oberhalb von Boffzen im Solling die Glashütte Rottmünde als Hohlglashütte.
Die 1872 unter der Bezeichnung Becker & Co. gegründete Georgshütte verfügte ab 1876 über einen Industrieanschluss zur Verbindungsbahn Holzminden–Scherfede, was vor allem für die Kohlezufuhr wichtig war.
Im Jahr 1907 wird die Beckersche Glasfabrik in Georgshütte wie folgt erwähnt:

„Becker & Co., G., Glasfabrik in Georgshütte bei Fürstenberg (Weser) …

Inh. Aug. Becker in Georgshütte

Fabrikat: Hohl-, Press- und Schleifglas.

Spezialität: Presseidel, Syphons. 1877 mit Preismedaille in Braunschweig prämiert.

1 Glasofen, 12 Häfen mit Kappe. Ofensystem: halbgas. Steinkohlen. Dampfmaschine. Schleiferei
mit 12 Werkstellen. 75 Arbeiter. (Gegr. 1855).“

In alten Nennungen wird als Unternehmenssitz Georgshütte angegeben, wobei es sich um das Firmengelände und einige Wohngebäude handelte, die zu dieser Zeit noch abseits vom Dorf Boffzen lagen.

## Betrieb

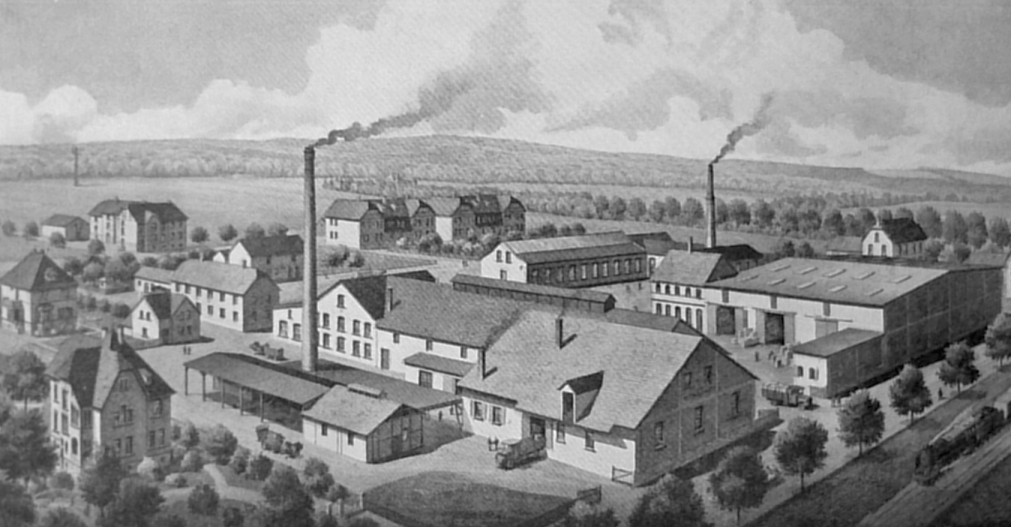
Die Georgshütte Anfang des 20. Jahrhunderts

Gegen Ende des Ersten Weltkrieges waren die Georgshütte und die in Boffzen ansässige Glashütte Noelle + von Campe 1917 aufgrund von Kohlemangels gezwungen, ihre Produktion zusammenzulegen. Anfang der 1920er Jahre gerieten beide Glashütten in eine Krise, bedingt durch die Inflation ab 1923, und ebenso Ende der 1920er Jahre durch die Weltwirtschaftskrise.
1925 hatte sich das Sortiment leicht verändert und die Glasfabrik besaß bereits einen Fernsprechanschluss. Inhaber war weiterhin August Becker, neu hinzugekommen waren Wirtschafts- und Einkochgläser. Die Fabrik verfügte nun über einen Glasofen mit acht offenen Häfen (System Siemens-Martin), der mit Braunkohle befeuert wurde, eine Schleiferei mit 12 und eine Graviererei mit zwei Werkstellen, sowie eine 20 PS Dampfmaschine. Es wird eine Belegschaft von 80 Arbeitern angegeben. Neu entstanden war auch ein Stift für alte Glasmacher.
Einweckgläser produzierte die Georgshütte ab 1906. Sie wurden in der Zeit ab 1931 schwerpunktmäßig hergestellt. Anfang der 1940er Jahre lag die monatliche Produktion bei 120.000 Stück.
Ein weiterer Produktionsschwerpunkt waren Biergläser.
Ab 1933 verbesserte sich die Geschäftslage aufgrund der gestiegenen Konjunktur. Die Nationalsozialisten forderten das Unternehmen auf, das Mundblasen einzustellen und nur noch maschinell zu produzieren. Zu den Glasbläsern gehörte August Hansmann, von dem sich ein 1,3 kg schwerer 2-Liter-Bierhumpen erhalten hat.
In den 1940er Jahren hatte die Georgshütte rund 250 Mitarbeiter. Während des Zweiten Weltkriegs gab es in der Georgshütte Zwangsarbeiterinnen, die in einer Größenordnung von 30 bis 60 Personen in Boffzen und ebenso bei der Glashütte Noelle + von Campe tätig waren. Sie lebten in einem Barackenlager im Rottmündetal.
Auch in der Nachkriegszeit lag der Schwerpunkt der Produktion in der Herstellung von Einweck- und Biergläsern.
Nach dem Konkurs der Georgshütte am 25. April 1989 wurde der Betrieb eingestellt, wodurch 57 Mitarbeiter ihre Beschäftigung verloren. Seither ist das Gelände eine Industriebrache.
Die Geschichte der Georgshütte wird im Glasmuseum Boffzen dargestellt. Das Museum befindet sich in der im Jahr 1905 erbauten Fabrikantenvilla der Glasmacherfamilie Becker, die auf einem Grundstück nördlich des Fabrikgeländes steht.